# Río San Juan
Río San Juan – jeden z 15 departamentów Nikaragui, położony w południowo-wschodniej części kraju, wzdłuż granicy z Kostaryką. W jego skład wchodzi również południowe obrzeżenie jeziora Nikaragua oraz archipelag Solentiname położony na tym jeziorze. Ośrodkiem administracyjnym jest miasto San Carlos (8,9 tys. mieszk.).
Główną rzeką departamenty jest San Juan łącząca wody jeziora Nikaragua z Oceanem Atlantyckim.

## Gminy (municipios)
1. El Almendro
2. El Castillo
3. Morrito
4. San Carlos
5. San Juan del Norte
6. San Miguelito